# Mount Baden-Powell
Der Mount Baden-Powell ist ein 2862 m (oder auch 2866 m) hoher Berg im Bundesstaat Kalifornien in den Vereinigten Staaten. Er liegt im Los Angeles County am Rand der Sheep Mountain Wilderness im Angeles National Forest. Der Berg wurde nach Robert Stephenson Smyth Baden-Powell, dem Gründer der Pfadfinderbewegung, benannt.

## Geographie

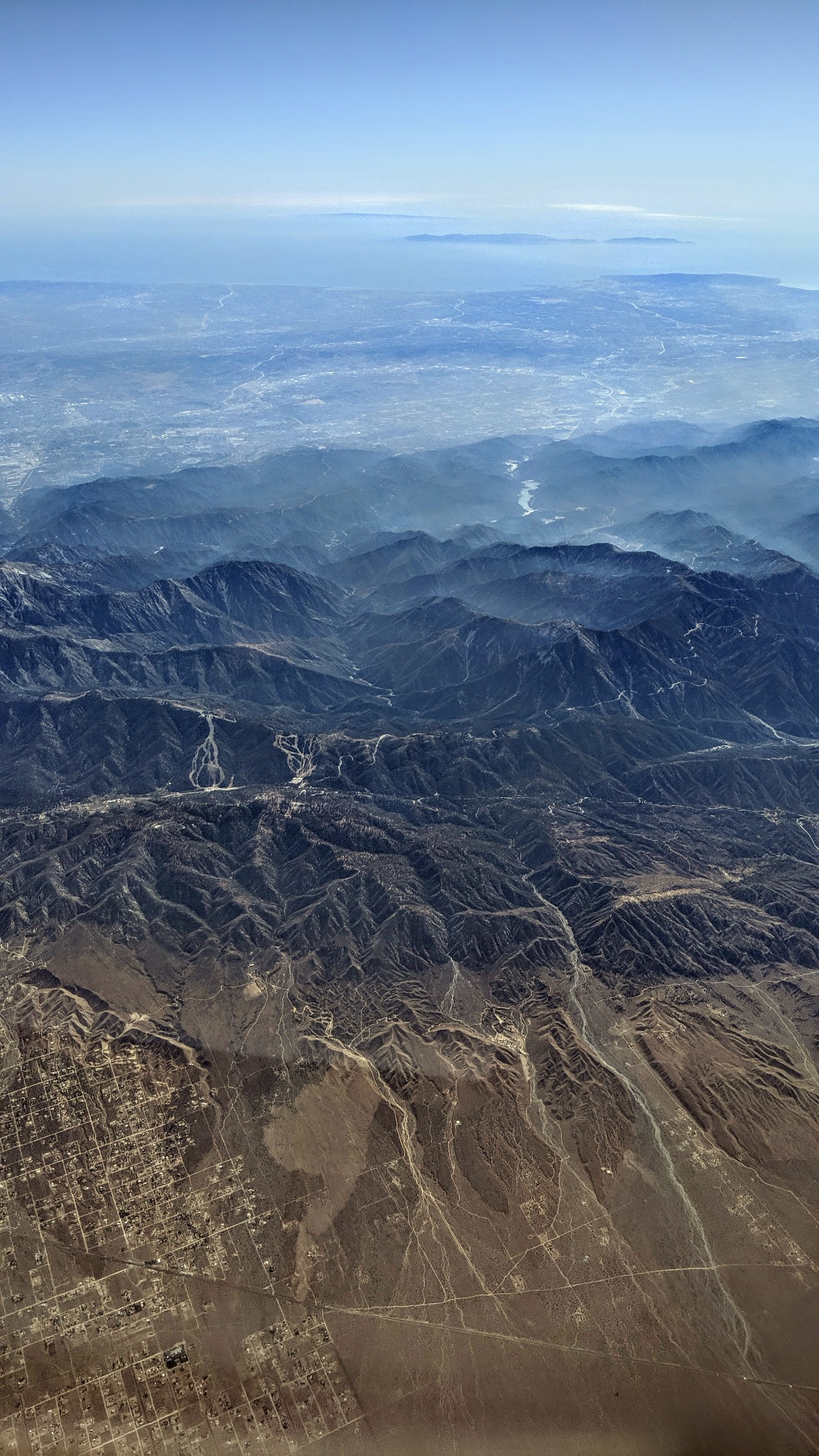
Luftbild, Mount Baden-Powell in der Mitte rechts

Der Berg gehört zu den San Gabriel Mountains und damit zu den Transverse Ranges im Südwesten von Kalifornien. An seinem Nordhang verläuft die California State Route 2 und unterhalb des Gipfels führt der Pacific Crest Trail vorbei. Nördlich des Bergs gehen die San Gabriel Mountains langsam in die Mojave-Wüste über. Gipfel in der Umgebung sind der Mount Lewis im Nordwesten, der Inspiration Point im Osten und der Ross Mountain im Südosten. Auf demselben Gebirgskamm wie der Mount Baden-Powell liegen der Mount Burnham, Throop Peak und Mount Hawkins im Südwesten. Im Tal östlich des Bergs verläuft der San Gabriel River. Die Dominanz beträgt 11,93 km, der Berg ist also die höchste Erhebung im Umkreis von 11,93 km. Er wird überragt von dem südöstlich liegenden Pine Mountain. Der gesamte Berg ist bis auf die Ostseite mit lichtem Wald bedeckt.